# Eliminatoria al Campeonato Sub-20 de la Concacaf de 2017
Las eliminatorias para el Campeonato Sub-20 de la Concacaf de 2017 fueron manejadas por dos organismos regionales de la Concacaf; la Unión Caribeña de Fútbol (zona Caribe) y la Unión Centroamericana de Fútbol (zona Centroamericana).
Las selecciones de Canadá, México y Estados Unidos se clasificaron automáticamente para la competición final.

## Zona caribeña
Los detalles fueron anunciados en abril de 2016.

### Equipos
| Fase de ingreso   | Equipos | Número de equipos |
| ----------------- | --- | ----------------- |
| Sin participación | - Aruba - Bahamas - Barbados - Bonaire - Islas Vírgenes Británicas - Guayana Francesa - Granada - Guyana - Martinica - Montserrat - San Vicente y las Granadinas - Saint-Martin - Surinam - Islas Vírgenes de los Estados Unidos               | 14                |
| Fase de grupos    | - Anguila - Antigua y Barbuda - Bermudas - Islas Caimán - Cuba - Dominica - República Dominicana - Guadalupe - Haití - Jamaica - Puerto Rico - San Cristóbal y Nieves - Santa Lucía - Sint Maarten - Trinidad y Tobago - Islas Turcas y Caicos | 16                |
| Fase eliminatoria | - Curazao | 1                 |

### Primera ronda

#### Grupo 1
Se disputó del 15 al 19 de junio de 2016 en Sint Maarten.
Todos los horarios son locales, AST (UTC-4).
| Pos. | Equipo              | Pts. | PJ | G | E | P | GF | GC | Dif. | Clasificación |
| ---- | ------------------- | ---- | -- | - | - | - | -- | -- | ---- | ------------- |
| 1    | Antigua y Barbuda   | 7    | 3  | 2 | 1 | 0 | 9  | 2  | +7   | Ronda Final   |
| 2    | Cuba                | 6    | 3  | 2 | 0 | 1 | 8  | 3  | +5   | Ronda Final   |
| 3    | Puerto Rico (E)     | 4    | 3  | 1 | 1 | 1 | 11 | 3  | +8   |               |
| 4    | Sint Maarten (H, E) | 0    | 3  | 0 | 0 | 3 | 0  | 20 | −20  |               |

 Fuente: CFU
| 15 de junio de 2016, 18:00 | Antigua y Barbuda    | 2:1 (2:1)                    | Cuba        | Complejo Deportivo Raoul Illidge, Philipsburg |                            |
|                            | Jav. Stevens 15' 24' | CONCACAF Reporte CFU Reporte | Yasmani 41' | Árbitro(s): Juniel Adelina                    | Árbitro(s): Juniel Adelina |

| 15 de junio de 2016, 20:30 | Sint Maarten | 0:9 (0:3)                    | Puerto Rico                                                                                               | Complejo Deportivo Raoul Illidge, Philipsburg |                             |
|                            |              | CONCACAF Reporte CFU Reporte | De la Rosa 3' 47' · Rodríguez 12' · Rivera 45+2' · Osorio 60' 70' · O'Neill 68' · Carrillo 76' (pen.) 84' | Árbitro(s): Tristley Bassue                   | Árbitro(s): Tristley Bassue |

| 17 de junio de 2016, 18:00 | Cuba                  | 2:1 (1:1)                    | Puerto Rico        | Complejo Deportivo Raoul Illidge, Philipsburg |                          |
|                            | Diaz 1' · Godinez 70' | CONCACAF Reporte CFU Reporte | Cardona 18' (pen.) | Árbitro(s): Moeth Gaymes                      | Árbitro(s): Moeth Gaymes |

| 17 de junio de 2016, 20:30 | Sint Maarten | 0:6 (2:0)                    | Antigua y Barbuda                                                          | Complejo Deportivo Raoul Illidge, Philipsburg |                               |
|                            |              | CONCACAF Reporte CFU Reporte | Browne 27' · V. Allen 30' (pen.) · Henry 49' 51' · Wildin 79' · Hall 90+2' | Árbitro(s): Mike Van de Sande                 | Árbitro(s): Mike Van de Sande |

| 19 de junio de 2016, 17:00 | Puerto Rico | 1:1 (1:1)                    | Antigua y Barbuda | Complejo Deportivo Raoul Illidge, Philipsburg |                             |
|                            | Osorio 21'  | CONCACAF Reporte CFU Reporte | Jav. Stevens 2'   | Árbitro(s): Tristley Bassue                   | Árbitro(s): Tristley Bassue |

| 19 de junio de 2016, 19:30 | Sint Maarten | 0:5 (0:2)                    | Cuba                                                    | Complejo Deportivo Raoul Illidge, Philipsburg |                               |
|                            |              | CONCACAF Reporte CFU Reporte | E. Puga 7' · Yasmani 9' · Morejon 68' 80' · Godinez 82' | Árbitro(s): Mike Van de Sande                 | Árbitro(s): Mike Van de Sande |

#### Grupo 2
Se disputó del 15 al 19 de junio de 2016 en Trinidad y Tobago.
Todos los horarios son locales, AST (UTC-4).
| Pos. | Equipo                    | Pts. | PJ | G | E | P | GF | GC | Dif. | Clasificación |
| ---- | ------------------------- | ---- | -- | - | - | - | -- | -- | ---- | ------------- |
| 1    | Trinidad y Tobago (H)     | 7    | 3  | 2 | 1 | 0 | 13 | 1  | +12  | Ronda Final   |
| 2    | Santa Lucía               | 7    | 3  | 2 | 1 | 0 | 4  | 1  | +3   | Ronda Final   |
| 3    | Guadalupe (E)             | 3    | 3  | 1 | 0 | 2 | 5  | 2  | +3   |               |
| 4    | Islas Turcas y Caicos (E) | 0    | 3  | 0 | 0 | 3 | 0  | 18 | −18  |               |

 Fuente: CFU
| 15 de junio de 2016, 17:00 | Islas Turcas y Caicos | 0:2 (0:0)                    | Santa Lucía              | Estadio Ato Boldon, Couva                 |                                           |
|                            |                       | CONCACAF Reporte CFU Reporte | Wilfred 57' · Winter 70' | Árbitro(s): Michel Raynel Rodríguez Roque | Árbitro(s): Michel Raynel Rodríguez Roque |

| 15 de junio de 2016, 19:30 | Trinidad y Tobago | 1:0 (1:0)                    | Guadalupe | Estadio Ato Boldon, Couva    |                              |
|                            | Dass 48'          | CONCACAF Reporte CFU Reporte |           | Árbitro(s): Johannes Dolaini | Árbitro(s): Johannes Dolaini |

| 17 de junio de 2016, 17:00 | Santa Lucía | 1:0 (0:0)                    | Guadalupe | Estadio Ato Boldon, Couva |                           |
|                            | Maryat 47'  | CONCACAF Reporte CFU Reporte |           | Árbitro(s): Kerry Skepple | Árbitro(s): Kerry Skepple |

| 17 de junio de 2016, 19:30 | Trinidad y Tobago                                                                                          | 11:0 (3:0)                   | Islas Turcas y Caicos | Estadio Ato Boldon, Couva     |                               |
|                            | Dillon 11' 29' 49' 62' 65' · Hudson 15' 58' · Mason 46' · Powder 51' · Lansiquot 72' · Bruce-de-Rouche 83' | CONCACAF Reporte CFU Reporte |                       | Árbitro(s): Veralton Nembhard | Árbitro(s): Veralton Nembhard |

| 19 de junio de 2016, 16:00 | Guadalupe                                     | 5:0 (2:0)                    | Islas Turcas y Caicos | Estadio Ato Boldon, Couva                 |                                           |
|                            | Macon 17' 30' 48' · Dupalan 51' · Bolivar 53' | CONCACAF Reporte CFU Reporte |                       | Árbitro(s): Michel Raynel Rodríguez Roque | Árbitro(s): Michel Raynel Rodríguez Roque |

| 19 de junio de 2016, 18:30 | Trinidad y Tobago | 1:1 (0:1)                    | Santa Lucía | Estadio Ato Boldon, Couva |                           |
|                            | Hudson 64'        | CONCACAF Reporte CFU Reporte | Joseph 39'  | Árbitro(s): Kerry Skepple | Árbitro(s): Kerry Skepple |

#### Grupo 3
Se disputó del 29 de junio al 3 de julio de 2016 en Haití.
Todos los horarios son locales, EST (UTC-5).
| Pos. | Equipo           | Pts. | PJ | G | E | P | GF | GC | Dif. | Clasificación |
| ---- | ---------------- | ---- | -- | - | - | - | -- | -- | ---- | ------------- |
| 1    | Haití (H)        | 9    | 3  | 3 | 0 | 0 | 16 | 0  | +16  | Ronda Final   |
| 2    | Bermudas         | 6    | 3  | 2 | 0 | 1 | 10 | 3  | +7   | Ronda Final   |
| 3    | Islas Caimán (E) | 3    | 3  | 1 | 0 | 2 | 4  | 9  | −5   |               |
| 4    | Anguila (E)      | 0    | 3  | 0 | 0 | 3 | 1  | 19 | −18  |               |

 Fuente: CFU
| 29 de junio de 2016, 16:00 | Bermudas                  | 3:0 (1:0)                    | Islas Caimán | Estadio Sylvio Cator, Puerto Príncipe |                        |
|                            | Evans 20' 89' · Smith 53' | CONCACAF Reporte CFU Reporte |              | Árbitro(s): Keon Yorke                | Árbitro(s): Keon Yorke |

| 29 de junio de 2016, 18:30 | Haití                                                                                         | 8:0 (4:0)                    | Anguila | Estadio Sylvio Cator, Puerto Príncipe |                          |
|                            | Dede 21' · Richardson 29' (o.g.) · Pierre 36' · Louima 45' 50' · Damus 48' 77' · Jerome 90+2' | CONCACAF Reporte CFU Reporte |         | Árbitro(s): Dwight Royal              | Árbitro(s): Dwight Royal |

| 1 de julio de 2016, 16:00 | Islas Caimán                                     | 4:1 (3:0)                    | Anguila    | Estadio Sylvio Cator, Puerto Príncipe |                            |
|                           | Scott 25' · Martínez 31' · Cruz 39' · Thomas 62' | CONCACAF Reporte CFU Reporte | Lake 90+3' | Árbitro(s): Rodphin Harris            | Árbitro(s): Rodphin Harris |

| 1 de julio de 2016, 18:30 | Haití                                  | 3:0 (2:0)                    | Bermudas | Estadio Sylvio Cator, Puerto Príncipe |                                 |
|                           | Louima 24' · Guillaume 34' · Chery 83' | CONCACAF Reporte CFU Reporte |          | Árbitro(s): Juan Carlos Hidalgo       | Árbitro(s): Juan Carlos Hidalgo |

| 3 de julio de 2016, 16:00 | Anguila | 0:7 (0:3)                    | Bermudas                                                                               | Estadio Sylvio Cator, Puerto Príncipe |                                 |
|                           |         | CONCACAF Reporte CFU Reporte | Smith 2' 28' · Douglas 13' · Swan 54' · Bascome 59' (pen.) · Jones 86' · Furbert 90+1' | Árbitro(s): Juan Carlos Hidalgo       | Árbitro(s): Juan Carlos Hidalgo |

| 3 de julio de 2016, 18:30 | Haití                                                      | 5:0 (1:0)                    | Islas Caimán | Estadio Sylvio Cator, Puerto Príncipe |                            |
|                           | Dede 44' 90+4' · Louima 60' · Guillaume 66' · Francois 84' | CONCACAF Reporte CFU Reporte |              | Árbitro(s): Rodphin Harris            | Árbitro(s): Rodphin Harris |

#### Grupo 4
Se disputó del 15 al 19 de junio de 2016 en República Dominicana.
Todos los horarios son locales, UTC-4.
| Pos. | Equipo                      | Pts. | PJ | G | E | P | GF | GC | Dif. | Clasificación |
| ---- | --------------------------- | ---- | -- | - | - | - | -- | -- | ---- | ------------- |
| 1    | San Cristóbal y Nieves      | 6    | 3  | 2 | 0 | 1 | 7  | 4  | +3   | Ronda Final   |
| 2    | República Dominicana (H, E) | 6    | 3  | 2 | 0 | 1 | 6  | 3  | +3   |               |
| 3    | Jamaica (E)                 | 6    | 3  | 2 | 0 | 1 | 4  | 4  | 0    |               |
| 4    | Dominica (E)                | 0    | 3  | 0 | 0 | 3 | 3  | 9  | −6   |               |

 Fuente: CFU
| 15 de junio de 2016, 14:00 | Jamaica           | 2:1 (0:1)                    | Dominica   | Estadio Panamericano, San Cristóbal |                           |
|                            | Nicholson 46' 61' | CONCACAF Reporte CFU Reporte | Lander 24' | Árbitro(s): Sherwin Moore           | Árbitro(s): Sherwin Moore |

| 15 de junio de 2016, 16:00 | República Dominicana        | 2:1 (0:1)                    | San Cristóbal y Nieves | Estadio Panamericano, San Cristóbal |                           |
|                            | Rodríguez 52' · Jiménez 74' | CONCACAF Reporte CFU Reporte | Hanley 42'             | Árbitro(s): Gianni Ascani           | Árbitro(s): Gianni Ascani |

| 17 de junio de 2016, 14:00 | Jamaica | 0:2 (0:0)                    | San Cristóbal y Nieves | Estadio Panamericano, San Cristóbal |                           |
|                            |         | CONCACAF Reporte CFU Reporte | Hanley 60' 83'         | Árbitro(s): Adzer Arisnat           | Árbitro(s): Adzer Arisnat |

| 17 de junio de 2016, 16:00 | República Dominicana                       | 3:0 (0:0)                    | Dominica | Estadio Panamericano, San Cristóbal |                         |
|                            | Rodríguez 62' · Polanco 86' · Paniagua 90' | CONCACAF Reporte CFU Reporte |          | Árbitro(s): Swason Owen             | Árbitro(s): Swason Owen |

| 19 de junio de 2016, 14:00 | San Cristóbal y Nieves                              | 4:2 (2:0)                    | Dominica                  | Estadio Panamericano, San Cristóbal |                           |
|                            | Amory 14' · Archibald 43' · Hanley 72' · Sutton 77' | CONCACAF Reporte CFU Reporte | Jolly 68' · Augustine 70' | Árbitro(s): Sherwin Moore           | Árbitro(s): Sherwin Moore |

| 19 de junio de 2016, 16:00 | República Dominicana | 1:2 (0:1)                    | Jamaica                        | Estadio Panamericano, San Cristóbal |                           |
|                            | Polanco 86'          | CONCACAF Reporte CFU Reporte | Nicholson 19' · Adamolekun 70' | Árbitro(s): Gianni Ascani           | Árbitro(s): Gianni Ascani |

#### Tabla de los segundos
Los tres mejores segundos también clasifican a la ronda final.
| Pos. | Grp. | Equipo                   | Pts. | PJ | G | E | P | GF | GC | Dif. | Clasificación |
| ---- | ---- | ------------------------ | ---- | -- | - | - | - | -- | -- | ---- | ------------- |
| 1    | 2    | Santa Lucía              | 7    | 3  | 2 | 1 | 0 | 4  | 1  | +3   | Ronda Final   |
| 2    | 3    | Bermudas                 | 6    | 3  | 2 | 0 | 1 | 10 | 3  | +7   | Ronda Final   |
| 3    | 1    | Cuba                     | 6    | 3  | 2 | 0 | 1 | 8  | 3  | +5   | Ronda Final   |
| 4    | 4    | República Dominicana (E) | 6    | 3  | 2 | 0 | 1 | 6  | 3  | +3   |               |

 Fuente: CFU

### Ronda final
Se disputó del 21 al 30 de octubre de 2016 en Curazao.
Todos los horarios son locales, AST (UTC-4).

#### Fase de grupos

##### Grupo A
| Pos. | Equipo                 | Pts. | PJ | G | E | P | GF | GC | Dif. | Clasificación                                          |
| ---- | ---------------------- | ---- | -- | - | - | - | -- | -- | ---- | ------------------------------------------------------ |
| 1    | Antigua y Barbuda      | 7    | 3  | 2 | 1 | 0 | 6  | 4  | +2   | Semifinales y Campeonato Sub-20 de la Concacaf de 2017 |
| 2    | Bermudas               | 4    | 3  | 1 | 1 | 1 | 6  | 5  | +1   | Semifinales y Campeonato Sub-20 de la Concacaf de 2017 |
| 3    | San Cristóbal y Nieves | 4    | 3  | 1 | 1 | 1 | 6  | 6  | 0    | Campeonato Sub-20 de la Concacaf                       |
| 4    | Curazao (H, E)         | 1    | 3  | 0 | 1 | 2 | 2  | 5  | −3   |                                                        |

 Fuente: CFU
| 21 de octubre de 2016, 18:00 | Bermudas                   | 3:1 (3:1)                    | San Cristóbal y Nieves | Estadio Ergilio Hato, Willemstad |                           |
|                              | Scott 26' · Tyrell 30' 37' | CONCACAF Reporte CFU Reporte | Hanley 17'             | Árbitro(s): Sherwin Moore        | Árbitro(s): Sherwin Moore |

| 21 de octubre de 2016, 20:15 | Curazao | 0:1 (0:0)                    | Antigua y Barbuda | Estadio Ergilio Hato, Willemstad |                            |
|                              |         | CONCACAF Reporte CFU Reporte | Jav. Stevens 86'  | Árbitro(s): Rodphin Harris       | Árbitro(s): Rodphin Harris |

| 23 de octubre de 2016, 18:00 | San Cristóbal y Nieves | 2:2 (1:1)                    | Antigua y Barbuda             | Estadio Ergilio Hato, Willemstad |                          |
|                              | Hodge 9' · Hanley 48'  | CONCACAF Reporte CFU Reporte | Jav. Stevens 23' · Wildin 86' | Árbitro(s): Owen Dolaini         | Árbitro(s): Owen Dolaini |

| 23 de octubre de 2016, 20:30 | Curazao     | 1:1 (1:0)                    | Bermudas   | Estadio Ergilio Hato, Willemstad |                            |
|                              | Schores 32' | CONCACAF Reporte CFU Reporte | Tyrell 79' | Árbitro(s): Kevin Morrison       | Árbitro(s): Kevin Morrison |

| 25 de octubre de 2016, 18:00 | Antigua y Barbuda                | 3:2 (3:0)                    | Bermudas         | Estadio Ergilio Hato, Willemstad |                           |
|                              | Hakeem 1' 11' · Jav. Stevens 40' | CONCACAF Reporte CFU Reporte | Burchall 53' 86' | Árbitro(s): Javier Santos        | Árbitro(s): Javier Santos |

| 25 de octubre de 2016, 20:30 | Curazao     | 1:3 (1:1)                    | San Cristóbal y Nieves              | Estadio Ergilio Hato, Willemstad |                            |
|                              | Cijntje 42' | CONCACAF Reporte CFU Reporte | Sutton 23' · Hodge 67' · Phipps 76' | Árbitro(s): Rodphin Harris       | Árbitro(s): Rodphin Harris |

##### Grupo B
| Pos. | Equipo            | Pts. | PJ | G | E | P | GF | GC | Dif. | Clasificación                                          |
| ---- | ----------------- | ---- | -- | - | - | - | -- | -- | ---- | ------------------------------------------------------ |
| 1    | Haití             | 7    | 3  | 2 | 1 | 0 | 7  | 2  | +5   | Semifinales y Campeonato Sub-20 de la Concacaf de 2017 |
| 2    | Trinidad y Tobago | 5    | 3  | 1 | 2 | 0 | 4  | 0  | +4   | Semifinales y Campeonato Sub-20 de la Concacaf de 2017 |
| 3    | Cuba (E)          | 2    | 3  | 0 | 2 | 1 | 2  | 3  | −1   |                                                        |
| 4    | Santa Lucía (E)   | 1    | 3  | 0 | 1 | 2 | 2  | 10 | −8   |                                                        |

 Fuente: CFU
| 22 de octubre de 2016, 18:00 | Haití                                    | 5:1 (2:0)                    | Santa Lucía | Estadio Ergilio Hato, Willemstad |                             |
|                              | Louima 6' · Damus 23' 83' 86' · Dede 78' | CONCACAF Reporte CFU Reporte | Lionel 80'  | Árbitro(s): Wilson Da Costa      | Árbitro(s): Wilson Da Costa |

| 22 de octubre de 2016, 20:15 | Trinidad y Tobago | 0:0                          | Cuba | Estadio Ergilio Hato, Willemstad |                           |
|                              |                   | CONCACAF Reporte CFU Reporte |      | Árbitro(s): Javier Santos        | Árbitro(s): Javier Santos |

| 24 de octubre de 2016, 17:00 | Santa Lucía | 0:4 (0:2)                    | Trinidad y Tobago             | Estadio Ergilio Hato, Willemstad |                         |
|                              |             | CONCACAF Reporte CFU Reporte | Dillon 5' 28' 70' · Power 65' | Árbitro(s): Swason Owen          | Árbitro(s): Swason Owen |

| 24 de octubre de 2016, 19:30 | Haití                 | 2:1 (1:0)                    | Cuba      | Estadio Ergilio Hato, Willemstad |                                  |
|                              | Sanon 6' · Désiré 80' | CONCACAF Reporte CFU Reporte | Tuero 68' | Árbitro(s): Sandy Vasquez Vargas | Árbitro(s): Sandy Vasquez Vargas |

| 26 de octubre de 2016, 18:00 | Cuba       | 1:1 (1:0)                    | Santa Lucía       | Estadio Ergilio Hato, Willemstad |                             |
|                              | Guerra 21' | CONCACAF Reporte CFU Reporte | Aranda 84' (o.g.) | Árbitro(s): Wilson Da Costa      | Árbitro(s): Wilson Da Costa |

| 26 de octubre de 2016, 20:30 | Trinidad y Tobago | 0:0                          | Haití | Estadio Ergilio Hato, Willemstad |                           |
|                              |                   | CONCACAF Reporte CFU Reporte |       | Árbitro(s): Sherwin Moore        | Árbitro(s): Sherwin Moore |

#### Tabla de los terceros
El mejor tercero también clasifica al Campeonato Sub-20 de la Concacaf de 2017.
| Pos. | Grp. | Equipo                 | Pts. | PJ | G | E | P | GF | GC | Dif. | Clasificación                            |
| ---- | ---- | ---------------------- | ---- | -- | - | - | - | -- | -- | ---- | ---------------------------------------- |
| 1    | A    | San Cristóbal y Nieves | 4    | 3  | 1 | 1 | 1 | 6  | 6  | 0    | Campeonato Sub-20 de la Concacaf de 2017 |
| 2    | B    | Cuba (E)               | 2    | 3  | 0 | 2 | 1 | 2  | 3  | −1   |                                          |

 Fuente: CFU

#### Fase eliminatoria

##### Semifinales
| 28 de octubre de 2016, 18:00 | Antigua y Barbuda                                          | 0:0 (0:0 t. s.)(5:4 p.)      | Trinidad y Tobago                            | Estadio Ergilio Hato, Willemstad |                         |
|                              |                                                            | CONCACAF Reporte CFU Reporte |                                              | Árbitro(s): Swason Owen          | Árbitro(s): Swason Owen |
|                              |                                                            | Tiros desde el punto penal   |                                              |                                  |                         |
|                              | - V. Allen - Jav. Stevens - Wildin - Knight - Jar. Stevens |                              | - Mitchell - Julien - Riley - Powder - Sandy |                                  |                         |

| 28 de octubre de 2016, 20:30 | Haití                              | 3:0 (1:0)                    | Bermudas | Estadio Ergilio Hato, Willemstad |                            |
|                              | Désiré 6' · Damus 47' · Louima 63' | CONCACAF Reporte CFU Reporte |          | Árbitro(s): Rodphin Harris       | Árbitro(s): Rodphin Harris |

##### Tercer lugar
| 30 de octubre de 2016, 18:00 | Trinidad y Tobago | 1:2 (0:1)                    | Bermudas               | Estadio Ergilio Hato, Willemstad |                           |
|                              | Toussaint 49'     | CONCACAF Reporte CFU Reporte | Scott 44' · Thomas 88' | Árbitro(s): Sherwin Moore        | Árbitro(s): Sherwin Moore |

##### Final
| 30 de octubre de 2016, 20:30 | Antigua y Barbuda | 4:0 (0:2)                    | Haití                          | Estadio Ergilio Hato, Willemstad |                           |
|                              |                   | CONCACAF Reporte CFU Reporte | Louima 21' 38' · Damus 47' 85' | Árbitro(s): Javier Santos        | Árbitro(s): Javier Santos |

#### Premios
Bota de Oro de la ronda final
- Ronaldo Damus (6 goles)

Jugador Más Valioso
- Roberto Louima

Guante de Oro
- Jhon Paris

Bota de Oro del torneo
- Ronaldo Damus (8 goles)
- Roberto Louima (8 goles)
- Nicholas Dillon (8 goles)

## Goleadores
| Jugador         | Selección              | Goles |
| --------------- | ---------------------- | ----- |
| Ronaldo Damus   | Haití                  | 8     |
| Roberto Louima  | Haití                  | 8     |
| Nicholas Dillon | Trinidad y Tobago      | 8     |
| Javorn Stevens  | Antigua y Barbuda      | 6     |
| Tahir Hanley    | San Cristóbal y Nieves | 6     |
| Kenley Dede     | Haití                  | 4     |

## Zona centroamericana
El formato es de una sola ronda, todos contra todos. Costa Rica clasificó para el Campeonato Sub-20 de la Concacaf como anfitriona y no participó en la competición de clasificación. Belice se retiró. Guatemala fue impedido de entrar al Campeonato Sub-20 de la Concacaf de 2017 debido a la suspensión de la FIFA a la Federación Nacional de Fútbol de Guatemala. El cuarto lugar, Panamá, clasificó en su lugar.
Todos los horarios son locales, EST (UTC-5).
| Pos. | Equipo        | Pts. | PJ | G | E | P | GF | GC | Dif. | Clasificación                               |
| ---- | ------------- | ---- | -- | - | - | - | -- | -- | ---- | ------------------------------------------- |
| 1    | Honduras      | 8    | 4  | 2 | 2 | 0 | 7  | 4  | +3   | Campeonato Sub-20 de la Concacaf de 2017    |
| 2    | El Salvador   | 7    | 4  | 2 | 1 | 1 | 9  | 4  | +5   | Campeonato Sub-20 de la Concacaf de 2017    |
| 3    | Guatemala (D) | 5    | 4  | 1 | 2 | 1 | 5  | 5  | 0    | Descalificado por estar suspendido por FIFA |
| 4    | Panamá (H)    | 4    | 4  | 1 | 1 | 2 | 7  | 4  | +3   | Campeonato Sub-20 de la Concacaf de 2017    |
| 5    | Nicaragua (E) | 3    | 4  | 1 | 0 | 3 | 1  | 12 | −11  |                                             |
| 6    | Belice (D)    | 0    | 0  | 0 | 0 | 0 | 0  | 0  | 0    | Abandonó el torneo                          |

 Fuente: UNCAF
| 8 de julio de 2016, 17:00 | Guatemala                | 2:2 (2:1)                      | Honduras               | Estadio Maracaná, Ciudad de Panamá |                          |
|                           | Valdizon 5' · García 42' | CONCACAF Reporte UNCAF Reporte | Grant 45+1' · Cruz 47' | Árbitro(s): Allen Quiroz           | Árbitro(s): Allen Quiroz |

| 8 de julio de 2016, 20:00 | Panamá                                                   | 6:0 (1:0)                      | Nicaragua | Estadio Maracaná, Ciudad de Panamá |                          |
|                           | Blackman 36' · L. Ávila 48' 53' 56' · Hinestroza 67' 89' | CONCACAF Reporte UNCAF Reporte |           | Árbitro(s): Marlon Mejia           | Árbitro(s): Marlon Mejia |

| 10 de julio de 2016, 17:00 | Honduras              | 2:1 (1:1)                      | El Salvador   | Estadio Maracaná, Ciudad de Panamá |                          |
|                            | Ávila 10' · Reyes 68' | CONCACAF Reporte UNCAF Reporte | Contreras 25' | Árbitro(s): Oscar Davila           | Árbitro(s): Oscar Davila |

| 10 de julio de 2016, 20:00 | Panamá | 0:1 (0:0)                      | Guatemala        | Estadio Maracaná, Ciudad de Panamá |                           |
|                            |        | CONCACAF Reporte UNCAF Reporte | Reyes 68' (pen.) | Árbitro(s): Oscar Moncada          | Árbitro(s): Oscar Moncada |

| 12 de julio de 2016, 17:00 | Nicaragua | 0:2 (0:0)                      | Honduras               | Estadio Maracaná, Ciudad de Panamá |                         |
|                            |           | CONCACAF Reporte UNCAF Reporte | Cruz 73' · Álvarez 88' | Árbitro(s): Juan Guerra            | Árbitro(s): Juan Guerra |

| 12 de julio de 2016, 20:00 | Guatemala                       | 2:2 (1:1)                      | El Salvador                  | Estadio Maracaná, Ciudad de Panamá |                           |
|                            | Altán 29' · Martínez 54' (pen.) | CONCACAF Reporte UNCAF Reporte | Márquez 22' (pen.) · Paz 79' | Árbitro(s): Oscar Moncada          | Árbitro(s): Oscar Moncada |

| 14 de julio de 2016, 17:00 | El Salvador                                            | 4:0 (2:0)                      | Nicaragua | Estadio Maracaná, Ciudad de Panamá |                          |
|                            | Rodríguez 26' · Castro 32' · Reyes 63' · Domínguez 71' | CONCACAF Reporte UNCAF Reporte |           | Árbitro(s): Allen Quiroz           | Árbitro(s): Allen Quiroz |

| 14 de julio de 2016, 20:00 | Panamá              | 1:1 (0:0)                      | Honduras          | Estadio Maracaná, Ciudad de Panamá |                          |
|                            | R. Ávila 65' (pen.) | CONCACAF Reporte UNCAF Reporte | Flores 78' (pen.) | Árbitro(s): Oscar Davila           | Árbitro(s): Oscar Davila |

| 16 de julio de 2016, 17:00 | Nicaragua   | 1:0 (0:0)                      | Guatemala | Estadio Maracaná, Ciudad de Panamá |                          |
|                            | Jarquín 72' | CONCACAF Reporte UNCAF Reporte |           | Árbitro(s): Marlon Mejia           | Árbitro(s): Marlon Mejia |

| 16 de julio de 2016, 20:00 | Panamá | 0:2 (0:1)                      | El Salvador                        | Estadio Maracaná, Ciudad de Panamá |                         |
|                            |        | CONCACAF Reporte UNCAF Reporte | Rosales 16' · Domínguez 59' (pen.) | Árbitro(s): Juan Guerra            | Árbitro(s): Juan Guerra |